# آل‌مووی
آل‌مووی (به انگلیسی: AllMovie) یک وب سایت راهنما است که اطلاعاتی در مورد برنامه‌های تلویزیونی، فیلم‌ها و بازیگران آن قرار می‌دهد. از سال ۲۰۱۵ نام سایت و امتیاز بهره برداری تجاری متعلق به ریتم‌وان است.